# Bludná planeta (Star Trek: Enterprise)
Bludná planeta (v anglickém originále Rogue Planet) je epizoda seriálu Star Trek: Enterprise. Jde o osmnáctý díl první řady pátého seriálu ze světa Star Treku.

## Děj
Enterprise objevuje ve volném vesmíru osamocenou planetu, tzv. Bludnou planetu. Život na ní je soustředěn kolem míst, kudy uniká horký plyn ze země a žijí tu jen zvířata. Reed však zachytil energetickou signaturu, takže tam musí být loď. Výsadek ve složení kapitán, T'Pol, Reed a Hoši Sato se vydali na průzkum. Nalezli však jen tábořiště, vzápětí se ale setkali s národem nazývající se Eskové. Jejich vůdce, Damrus, jim vysvětlil, že na tuto planetu, které říkají Dakala, létají jednou za určitý čas lovit. Je to jejich tradice. Reed měl zájem se lovu zúčastnit a když slíbil, že nic nezabije, kapitán mu to dovolil.
Poté, co všichni kromě Archera u ohně usínají, ozývá se tajemný hlas, který ho volá k sobě. Archer ho následuje, a spatřuje neznámou ženu. Ta mlčí. Když zaslechne že se blíží další lidé, zmizí. Archer vypráví co viděl ostatním, ale ti tomu příliš nevěří, protože zde nikdo nežije, a senzory ani nikoho nezachytili.
Když se Reed vydal s Esky na lov, zbytek lidí šel prozkoumat vřídla, mezi nimi i kapitán. Tam tu ženu uviděl znovu, tentokrát mu řekla, že od něho potřebuje pomoc, ale dál se nedostala, protože se k nim přiblížili ostatní lidé. Lovci byli mezitím napadeni nějakým zvířetem, které jednoho Eska zranilo. Ten byl dopraven a úspěšně ošetřen na Enterprise.
Kapitán Archer hledá neznámou ženu, a opět se s ní setkává. Vysvětlila mu, že Eskové považují za největší kořist lovit její lid. Jsou schopni se přeměnit v cokoli. V táboře pak zavedli lidé téma na kořist a Eskové řekli, že hlavně loví „Stíny“, měňavce, kteří jsou telepati, jednají prý však instinktivně a proto je loví. Najdou je podle chemikálie, kterou vypouštějí, když mají strach. Po návratu na loď se proto doktor snaží přijít na něco, co by tu chemikálii překrylo a Eskové by pak ty tvory nemohli svými senzory zachytit.
Phloxovi se nakonec opravdu podaří vyvinout způsob, jak tvory před Esky maskovat, a Archer jim ho předává. Ta žena pak kapitánovi poděkovala. Ten si vzpomněl, že je to žena z jeho fantazie, pak se proměnila ve svůj skutečný vzhled a odešla.